# Bulgaarse staatsgreep 1989
De Bulgaarse staatsgreep van 10 november 1989 was een "paleiscoup" waarbij er door leidende figuren binnen de Bulgaarse Communistische Partij (BKP) een einde werd gemaakt aan het vijfendertigjarige bewind van Todor Zjivkov (1911-1998).
De omstandigheden waaronder de coup plaatsvond zijn nog altijd niet geheel opgehelderd, maar de staatsgreep vond in ieder geval plaats met medeweten van de Sovjet-Unie en werd geleid door minister van Buitenlandse Zaken Petar Mladenov (1936-2000).

## Voorgeschiedenis

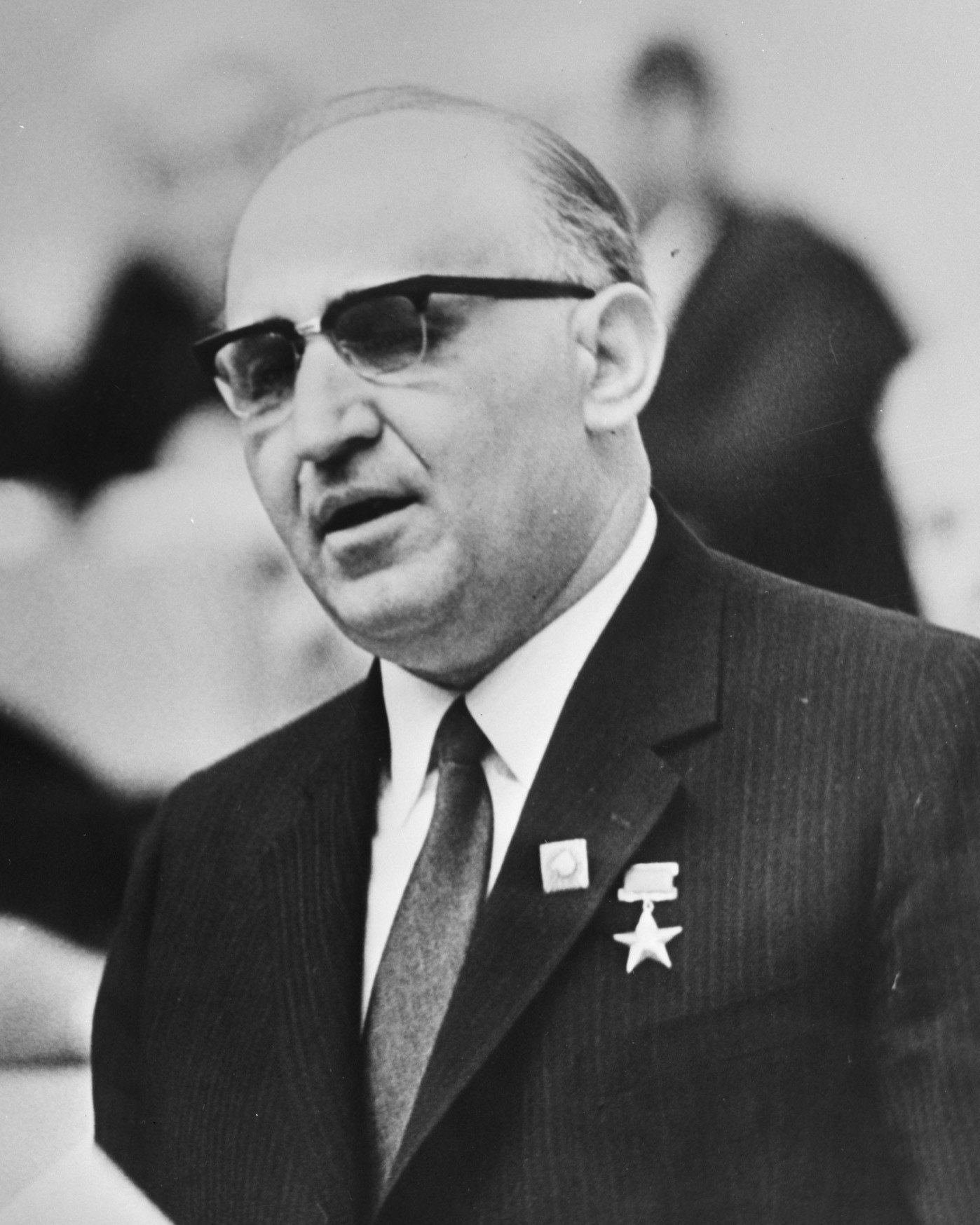
De Bulgaarse leider Todor Zjivkov (1911-1998)

Todor Zjivkov werd in 1954 gekozen tot eerste secretaris van het centraal comité van de BKP en werd daarmee de machtigste persoon van het land. Hij wist zijn positie in de loop der jaren te verstevigen: in 1962 werd hij tevens premier en na het aannemen van een nieuwe grondwet in 1971 verruilde hij die functie voor die van voorzitter van de Staatsraad, d.w.z. staatspresident. Tijdens zijn lange bewind leunde Zjivkov voornamelijk op de Sovjet-Unie en het werd gekenmerkt als orthodox marxistisch en repressief. Behalve een mislukte poging tot staatsgreep in 1965 bleef de positie van Zjivkov lange tijd onaangetast. Vanaf het begin de jaren tachtig omarmde Zjivkov bepaalde aspecten van het nationalisme, dat beter aansloeg bij de bevolking dan het marxisme-leninisme van de BKP. In diezelfde periode ging de economie van het land verder achteruit en het nationalisme werd gebruikt om daar de aandacht van af te leiden. Vanaf halverwege de tachtiger jaren was de Turkse minderheid het mikpunt van het regime. Zo werden etnische Turken gedwongen Bulgaarse namen aan te nemen, werden Turkse cultuuruitingen verboden en werd het moskeebezoek bemoeilijkt. In 1987 introduceerde Zjivkov in navolging van Gorbatsjov in de USSR perestrojka en glasnost en presenteerde hij zich als een hervormer. Het bleef echter bij woorden en er werden geen concrete hervormingen doorgevoerd, ofschoon er wel plannen in de maak waren om de economie te hervormen, maar tot implementatie daarvan kwam het niet vanwege de paleiscoup.
Sinds oktober 1989 organiseerde de oppositie tegen het regime, verschillende demonstraties die aanvankelijk hardhandig door de politie werden onderdrukt. De demonstranten wilden meer aandacht voor de milieuproblematiek in het land, meer persoonlijke vrijheden en het naleven van de mensenrechten. Een deel wilde ook een einde aan het communistische bewind.
Petar Mladenov, minister van Buitenlandse Zaken sinds 1971 en daarnaast lid van het politbureau van de BKP, was het al geruime tijd oneens over het beleid t.a.v. van de Turkse minderheid - het was inmiddels gekomen tot een massale exodus van Bulgaarse Turken naar Turkije - en zinspeelde vanaf het najaar van 1989 op een regeringswisseling. Hij raakte in oktober ernstig gebrouilleerd met Zjivkov en bood zelfs zijn ontslag aan als minister, maar Zjivkov aanvaardde dit ontslag niet. Op de terugweg van een bezoek aan de Volksrepubliek China begin november deed Mladenov Moskou aan waar hij tekst en uitleg moest geven over het beleid ten aanzien van de Bulgaarse Turken aan Sovjetleider Gorbatsjov. Waarschijnlijk kreeg hij tijdens zijn bezoek aan de Sovjet-hoofdstad groen licht om Zjivkov af te zetten.

## Paleiscoup

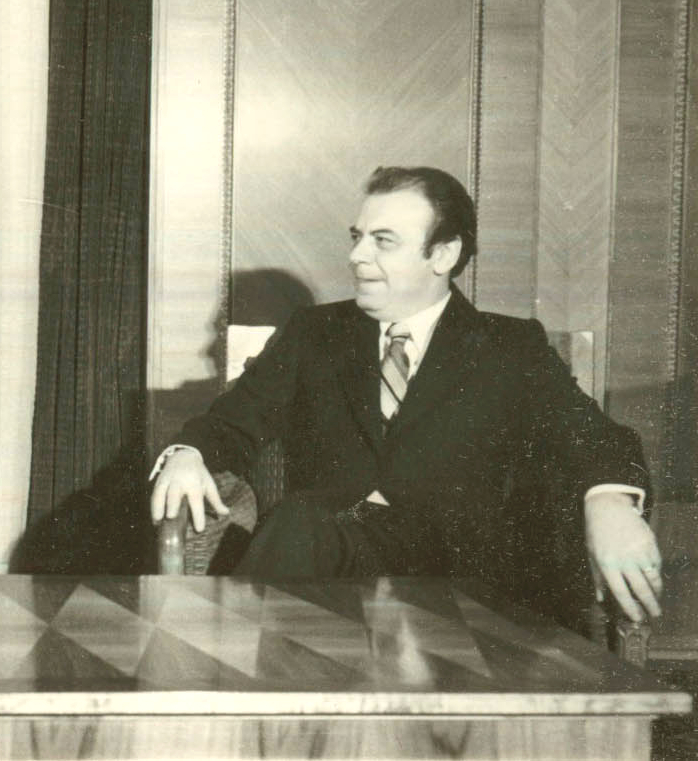
Petar Mladenov (1936-2000)

Een dag na de val van de Berlijnse Muur, op 10 november 1989 kwam het centraal comité bijeen en kwam de positie van Zjivkov als secretaris-generaal van de partij ter sprake. Mladenov en zijn medestanders, waaronder minister-president Georgi Atanasov, voorzitter van de Grote Nationale Vergadering Stanko Todorov en minister van Defensie, generaal Dobri Dzjoerov, drongen aan op het ontslag van Zjivkov. Omdat de laatste begreep dat hij niet meer kon rekenen op een meerderheid binnen het centraal comité, bood hij zijn ontslag aan. Zjivkov bleef echter wel aan als voorzitter van de Staatsraad. Mladenov werd gekozen tot secretaris-generaal van de BKP en hoopte dat deze (cosmetische) verandering door de demonstranten werd gezien als een belangrijke tegemoetkoming. De demonstraties namen echter alleen maar toe in hevigheid. Zjivkov trad op 17 november af als voorzitter van de Staatsraad en werd in die functie opgevolgd door Mladenov die nu de twee belangrijkste functies van het land, dat van staatshoofd en partijleider, in zijn persoon wist te verenigen. 

## Nasleep
De val van Zjivkov was het werk van de partijhiërarchie en had weinig van doen met een revolutie, zoals in Tsjechoslowakije en Roemenië het geval was. Met de val van Zjivkov was er ook nog geen einde gekomen aan het communistische bewind. Het was immers ook nooit de bedoeling geweest van Mladenov en de zijnen om het communisme overboord te zetten, het ging hen alleen om de persoon van Zjivkov. Pas in het voorjaar van 1990, na aanhoudende protesten kwam er formeel een einde aan de Volksrepubliek Bulgarije. Mladenov en zijn aanhangers voerden in die tussenliggende periode wel geleidelijk aan allerlei hervormingen door. Vrijwel direct na de paleiscoup werd het toegestaan om politieke partijen op te richten en te laten registreren. Mladenov was van plan om de macht van het parlement te vergroten en moedigde parlementaire debatten aan. Daarnaast werd er begonnen met een ronde tafeloverleg tussen de communistische regering en de oppositie. Tijdens het ronde tafeloverleg en onder druk van de demonstranten toonde de BKP zich bereid om de monopolie op de staatsmacht op te geven. De BKP werd omgevormd tot de Bulgaarse Socialistische Partij en won de eerste vrije verkiezingen in 1990. Op 24 juli 1990 zag Mladenov na het verschijnen van een belastende audiotape (waarin hij het optreden van de Chinese regering tijdens de protesten op het Plein van de Hemelse Vrede in 1989 vergoeilijkte) zich gedwongen tot aftreden als staatshoofd. Voor hem in de plaats werd Zjeljoe Zjelev, een niet-communist, gekozen als president van de republiek.